# Drill Nakamae
Drill Nakamae (ドリル仲前; Okayama, 10 de diciembre de 1968) es el nombre artístico de una luchadora japonesa cuyo verdadero nombre es Megumi Nakamae. Debutó en 1985 y fue parte del equipo La villanía alianza, liderado por Dump Matsumoto, donde se encontraban varias luchadoras, como Crane Yu y Bull Nakano.

## Biografía
Drill Nakamae nació en Okayama, su verdadero nombre es Megumi Nakamae. A los 17 años de edad, dubuta en All Japan Women's Pro-Wrestling. Desde entonces, en la época Showa, se hace miembro de La villania alianza, liderada por Dump Matsumoto. En varios torneos se la ve junto a Matsumoto, Bull Nakano, Condor Saito y Crane Yu. Tuvo éxito más adelante, porque derrotó a varias luchadoras como Mika Komatsu, pero cuando en 1986 le toca realizar un torneo con Condor Saito contra Yumi Ogura y Kazue Nagahori (The reed Typoons), pierden al final, siendo campeonas Ogura y Nagahori.
Más tarde abandona La villanía alianza y en 1989 se jubila en la lucha libre profesional. Desde entonces comienza otra vida en adelante. Actualmente es golfista y es dueña de un campo local de deporte.

## Título
Nakamae ganó varios torneos en All Japan Women's Pro-Wrestling, e incluso ganó el campeonato en equipo junto a Grizzly Iwamoto.
- All Japan Tag Team Championship
- Trofeo de Oro
- Trofeo de Bronce

## Alianza
- Dump Matsumoto
- Bull Nakano
- Crane Yu
- Grizzly Iwamoto
- La villanía alianza / Miembro en época Showa